# Plemócoe

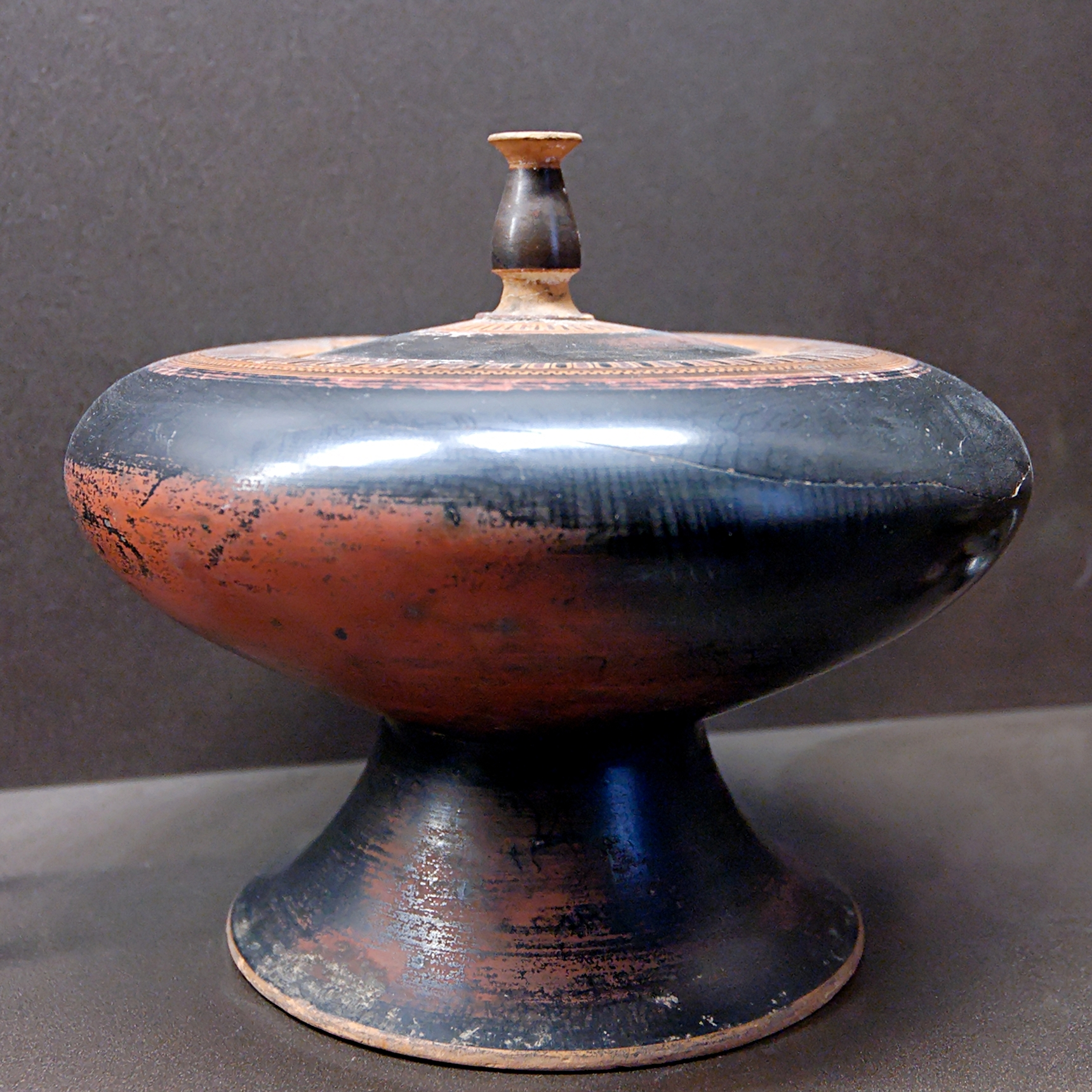
Plemócoe de cerámica negra, en el Museo del Louvre.

Una plemócoe (en griego πλημοχόη plemokhóe, de πλήμη ‘pleamar’ y χέω ‘verter’) es un recipiente en forma de copa o «vaso cilíndrico de cuerpo lenticular» o elíptico y cerrado por una tapadera. Su uso se data a partir del siglo VI a. C.
Como variedad del exaliptro se describe como vaso de pie alto y el borde de la boca curvado hacia adentro, usado en los misterios eleusinos en los días de Plemócoas. También aparece documentado como vaso funerario y como ungüentario o portaperfumes.

## Tipología
La plemócoe (plemokhóe) aparece documentada con otras denominaciones como el cotón (kóthon) o el exaliptro (exaleíptron), formando un conjunto de vasos que presentan diversas formas (sin unidad ni morfológica ni taxológica).

## En los Misterios de Eleusis
Se utilizaba dos plemochóes el último día de los Misterios de Eleusis, que por eso lo denominaban Plemochóes. Las llenaban y poniéndose en pie, volcaban una de ellas mirando hacia occidente y la otra, hacia oriente, mientras decían una fórmula secreta.